# Palazzetto Ansellini
Palazzetto Ansellini é um palácio localizado na esquina da Via Condotti (altura do número 55) com Via Belsiana, no rione Campo Marzio de Roma. Em muitos palácios na Via Condotti, os proprietários viviam no primeiro andar (o chamado piso nobre) e o restante do edifício era dividido em apartamentos para aluguel. O Palaezzetto Ansellini e o vizinho Palazzo Maruschelli Lepri eram exemplos deste padrão.